# Mercado de Ampudia
El Mercado de Ampudia o Mercado de dulces de la Ciudad de México está ubicado en el límite norte del Centro Histórico de la capital del país, sobre la Avenida Circunvalación, a un costado de la Merced. La especialidad de este lugar son los dulces típicos mexicanos con mezcla de sabores de la cultura indígena y europea y está consolidado de alrededor de 600 empleados Fue inaugurado el 13 de septiembre de 1949.
Ciento cincuenta y un locales distribuidos en 12 pasillos forman lo que es el mercado original, el cual, a través del tiempo se ha extendido por los alrededores y como todos los mercados públicos de la ciudad, en el pasillo central hay una imagen de la Virgen de Guadalupe protegiendo el lugar y a las personas que laboran en él.
Originalmente, en los locales sólo se vendían los dulces exhibidos que cabían en la mesa de madera; más poco a poco, ante la creciente demanda de la clientela, se fueron extendiendo y utilizando cada rincón, cada espacio del mismo, para así poder vender una gran variedad de estos productos.
Algunos de los dulces típicos y tradicionales que se pueden comprar al mayoreo y menudeo son:
- Muéganos
- Alegrías de amaranto natural y de chocolate.
- Cajeta
- Cocadas
- Dulces garapiñados
- Dulces de leche
- Mazapanes
- Palanquetas
- Rollos de guayaba
- Ate de membrillo
- Limón con coco rallado
- Obleas o pepitorias
- Fruta cristalizada de camote, calabaza o chilacayote
- Manzanas caramelizadas
- Enjambres esféricos de nuez y de cacahuate